# Solen
Solen è l'unico genere di molluschi bivalvi della famiglia Solenidae.

## Specie
- Solen marginatus
- Solen obliquus Sprengler, 1794
- Solen rostriformis Dunker, 1862
- Solen sicarius Gould, 1850
- Solen viridis Say, 1821